# Шаргарепа
Шаргарепа (од мађ. sárgarépa) или мрква (лат. Daucus carota sativus) коренасто je поврће, типично наранџасте боје, иако постоје љубичасте, црне, црвене, беле и жуте сорте, које су све припитомљене форме дивље шаргарепе, пореклом из Европе и југозападне Азије. То је двогодишња повртарска биљка из породице Apiaceae, чији се корен користи у исхрани.

## Опис
Корен мркве је вретенаст, обично наранџасте боје. Стабло домаћих врста обично расте до 20-40 cm. Цветови су јој бели и скупљени у штитасте цвасти. Сеју се у рано пролеће, те током лета и јесени достижу своју пуну висину, а цветају тек наредне године. Дивљи облици имају бео и жилав корен из којег избија до 1 метар висока и разграната стабљика. Припадници рода имају претежно двополне цветове.
Род којем припада обухвата око 60 врста, а најпознатија је управо обична мрква (D. carota), која у природи и култури има велики број подврста. Обична мрква је од свих врста из свог рода и глобално најраспрострањенија. Мркве које нису наранџасте, него пурпурне, жуте или беле боје, обично настају вештачким узгајањем у циљу продаје.

## У исхрани
Мрква се користи у свежем стању, барена, конзервирана (укисељена), сецкана сува (као зачин) итд. Карактеристичну наранџасту боју мркве узрокује бета-каротен, који се у организму људи метаболише у витамин А, али само кад су у цревима присутне жучне киселине. Поред тога, мрква садржи и витамине Б и Ц, алкалоиде, етерична и масна уља и органске киселине. Такође је богата влакнима, антиоксидансима и минералима.
Само 3 процента β-каротена у сировој шаргарепи се ослобађа током варења: ово се може побољшати на 39% динстањем, кувањем и додавањем уља за кување. Алтернативно, могу се исецкати и кувати, пржити или кувати на пари и кувати у супама и чорбама, као и у храни за бебе и кућне љубимце. Познато јело је жулијен од шаргарепе. Заједно са луком и целером, шаргарепа је једно од примарног поврћа које се користи у мирепоику за прављење разних чорба.
Зеленасти део биљке је јестив као лиснато поврће, али га људи ретко једу; неки извори сугеришу да зеленило садржи токсичне алкалоиде. Када се користе у ове сврхе, беру се младе шаргарепе у засадима високе густине, пре значајног развоја корена, и обично се користе пржене, или у салатама. Неки људи су алергични на шаргарепу. У једној студији из 2010. о распрострањености алергија на храну у Европи, 3,6 процената младих одраслих показало је одређени степен осетљивости на шаргарепу. Пошто је главни алерген на шаргарепу, протеин Dauc c 1.0104, унакрсно реактиван са хомолозима у полену брезе (Bet v 1) и полену Artemisia vulgaris (Art v 1), већина особа које пате од алергије на шаргарепу је такође алергична на полен ових биљака.

### Исхрана
Сирова шаргарепа садржи 88% воде, 9% угљених хидрата, 0,9% протеина, 2,8% дијететских влакана, 1% пепела и 0,2% масти. Дијетална влакна шаргарепе се углавном састоје од целулозе, са мањим уделом хемицелулозе, лигнина и скроба. Слободни шећери у шаргарепи укључују сахарозу, глукозу и фруктозу.
Шаргарепа добија своју карактеристичну, светло наранџасту боју од β-каротена и мањих количина α-каротена, γ-каротена, лутеина и зеаксантина. α- и β-каротени се делимично метаболишу у витамин А, обезбеђујући више од 100% дневне вредности (ДВ) по порцији шаргарепе од 100 г (десна табела). Шаргарепа је такође добар извор витамина К (13% ДВ) и витамина Б6 (11% ДВ), али иначе има скроман садржај других есенцијалних хранљивих материја (табела).

### Ноћна визија
Провитамин А бета-каротен из шаргарепе заправо не помаже људима да виде у мраку осим ако пате од недостатка витамина А. Овај мит је био пропаганда коју је користило британско Краљевско ваздухопловство током Другог светског рата да објасни зашто су њихови пилоти имали бољи успех током ноћних ваздушних битака, али је заправо коришћен за прикривање напретка радарске технологије и употребе црвених светала на инструментском панелу.
Ипак, конзумирање шаргарепе је у то време било заговарано у Британији као део кампање Копајте за победу. Радио програм под називом Кухињски фронт подстицао је људе да узгајају, чувају и користе шаргарепу на различите нове начине, укључујући прављење џема од шаргарепе и Вултон пите, названих по лорду Вултону, министру за храну. Британска јавност је током Другог светског рата генерално веровала да ће им конзумација шаргарепе помоћи да боље виде ноћу, а 1942. године било је 100.000 тона вишка шаргарепе из додатне производње.